# Йосип Юранович
Йосип Юранович (хорв. Josip Juranović, нар. 16 серпня 1995, Загреб) — хорватський футболіст, захисник клубу «Уніон» та збірної Хорватії.

## Ігрова кар'єра
Народився 16 серпня 1995 року в місті Загреб. Вихованець футбольної школи клубу «Дубрава» з однойменного району рідного міста. 2011 року також два місяці перебував в академії столичного клубу «Кроація Сесвете».
У дорослому футболі дебютував 2013 року виступами за «Дубраву», де за півтора року зіграв у 36 матчах Третьої ліги Хорватії.
На початку 2015 року перейшов у «Хайдук» (Спліт), кольори якого захищає й донині.
| Дата       | Місто         | Господарі  | Результат               | Гості      | Турнір                                    | Голи | Примітки |
| ---------- | ------------- | ---------- | ----------------------- | ---------- | ----------------------------------------- | ---- | -------- |
| 14-1-2017  | Наньнін       | КНР        | 1 – 1                   | Хорватія   | товариський матч                          | -    |          |
| 19-11-2019 | Пула          | Хорватія   | 2 – 1                   | Грузія     | товариський матч                          | -    | 46'      |
| 11-11-2020 | Стамбул       | Туреччина  | 3 – 3                   | Хорватія   | товариський матч                          | -    |          |
| 14-11-2020 | Стокгольм     | Швеція     | 2 – 1                   | Хорватія   | Ліга націй УЄФА 2020—2021 - груповий етап | -    | 41'      |
| 17-11-2020 | Спліт         | Хорватія   | 2 – 3                   | Португалія | Ліга націй УЄФА 2020—2021 - груповий етап | -    |          |
| 27-3-2021  | Рієка         | Хорватія   | 1 – 0                   | Кіпр       | Відбір до ЧС 2022                         | -    | 46'      |
| 30-3-2021  | Рієка         | Хорватія   | 3 – 0                   | Мальта     | Відбір до ЧС 2022                         | -    |          |
| 1-6-2021   | Велика Гориця | Хорватія   | 1 – 1                   | Вірменія   | товариський матч                          | -    | 46'      |
| 22-6-2021  | Глазго        | Шотландія  | 1 – 3                   | Хорватія   | ЧЄ 2020 - 1-й етап                        | -    |          |
| 28-6-2021  | Копенгаген    | Хорватія   | 3 – 5 д.ч.              | Іспанія    | ЧЄ 2020 - 1/8 фіналу                      | -    | 74'      |
| 1-9-2021   | Москва        | Росія      | 0 – 0                   | Хорватія   | Відбір до ЧС 2022                         | -    |          |
| 4-9-2021   | Братислава    | Словаччина | 0 – 1                   | Хорватія   | Відбір до ЧС 2022                         | -    |          |
| 7-9-2021   | Спліт         | Хорватія   | 3 – 0                   | Словенія   | Відбір до ЧС 2022                         | -    |          |
| 11-11-2021 | Мдіна         | Мальта     | 1 – 7                   | Хорватія   | Відбір до ЧС 2022                         | -    |          |
| 14-11-2021 | Спліт         | Хорватія   | 1 – 0                   | Росія      | Відбір до ЧС 2022                         | -    | 75'      |
| 26-3-2022  | Ер-Райян      | Хорватія   | 1 – 1                   | Словенія   | товариський матч                          | -    |          |
| 3-6-2022   | Осієк         | Хорватія   | 0 – 3                   | Австрія    | Ліга націй УЄФА 2022—2023 - груповий етап | -    |          |
| 6-6-2022   | Спліт         | Хорватія   | 1 – 1                   | Франція    | Ліга націй УЄФА 2022—2023 - груповий етап | -    |          |
| 10-6-2022  | Копенгаген    | Данія      | 0 – 1                   | Хорватія   | Ліга націй УЄФА 2022—2023 - груповий етап | -    |          |
| 13-6-2022  | Сен-Дені      | Франція    | 0 – 1                   | Хорватія   | Ліга націй УЄФА 2022—2023 - груповий етап | -    |          |
| 22-9-2022  | Загреб        | Хорватія   | 2 – 1                   | Данія      | Ліга націй УЄФА 2022—2023 - груповий етап | -    |          |
| 23-11-2022 | Ель-Хаур      | Марокко    | 0 – 0                   | Хорватія   | ЧС 2022 - груповий етап                   | -    |          |
| 27-11-2022 | Ер-Раян       | Хорватія   | 4 – 1                   | Канада     | ЧС 2022 - груповий етап                   | -    |          |
| 1-12-2022  | Ер-Раян       | Хорватія   | 0 – 0                   | Бельгія    | ЧС 2022 - груповий етап                   | -    |          |
| 5-12-2022  | Ель-Вакра     | Японія     | 1 – 1 д.ч. (1 – 3 п.п.) | Хорватія   | ЧС 2022 - 1/8 фіналу                      | -    |          |
| 9-12-2022  | Ер-Раян       | Хорватія   | 1 – 1 д.ч. (4 – 2 п.п.) | Бразилія   | ЧС 2022 - чвертьфінал                     | -    |          |
| 13-12-2022 | Лусаїл        | Аргентина  | 3 – 0                   | Хорватія   | ЧС 2022 - півфінал                        | -    |          |
| Усього     |               | Матчів     | 27                      |            | Голів                                     | 0    |          |

## Титули і досягнення
- Чемпіон Польщі (1):

«Легія»:  2020/21
- Володар Кубка шотландської ліги (1):

«Селтік»: 2021/22
- Чемпіон Шотландії (1):

«Селтік»: 2021/22
- Бронзовий призер чемпіонату світу: 2022